# Langue française au Vietnam
Le français fut la langue officielle du Vietnam depuis le début de la colonisation française jusqu'au milieu du XXe siècle jusqu'à l'indépendance actée par les Accords de Genève, et garda son statut officiel de fait en République du Viêt Nam jusqu'à sa disparition en 1975.
Aujourd'hui le français a largement disparu du Viêt Nam et on estime qu'il y aurait seulement entre 0,2 % et 0,5 % des 97 millions d'habitants (estimation de 2018) – en général des personnes âgées – qui parlent encore cette langue. Lors d'un voyage officiel effectué au Viêt Nam en novembre 2018, le premier ministre français Édouard Philippe fait allusion aux 600 000 locuteurs francophones de ce pays . D'autres estimations officielles dénombrent un chiffre encore plus faible de francophones . 

## Histoire
La présence de la langue française au Viêt Nam démarra au XVIIIe siècle, lorsque des explorateurs et marchands français commencèrent à voyager au large de la côte de l'Indochine. Lorsque les Français devinrent la principale puissance européenne en Asie du Sud-Est dans les années 1790, aux dépens du Portugal, en aidant la dynastie Nguyen à unifier le Viêt Nam et en colonisant le sud du Viêt Nam, ils apprirent le français aux indigènes. Le français devint la langue du gouvernement de l'Indochine française, qui comprenait les pays actuels du Viêt Nam, du Laos et du Cambodge. Beaucoup de Vietnamiens commencèrent à apprendre le français, qui remplaça le vietnamien et le chinois de la cour royale, et le mode d'écriture du vietnamien finit par être basé sur l'alphabet latin. La construction d'écoles par le gouvernement et les missionnaires répandit le français parmi les Vietnamiens éduqués et devint rapidement la langue des élites à la fin du XIXe siècle. Au début du XXe siècle, le français commença à se répandre au sein des classes urbaines et devint la langue principale pour l'éducation. Un pidgin français nommé Tây Bồi se développa parmi les serviteurs vietnamiens des maisons françaises et ceux qui parlaient en partie français. Néanmoins, au pic d'utilisation du français au Viêt Nam entre les années 1900 et 1940, un grand nombre de Vietnamiens ne parlait pas français couramment ou n'apprenaient pas la langue, et des révolutionnaires refusaient d'apprendre la langue coloniale, même si on peut noter que les discours et articles écrits pour promouvoir l'indépendance étaient écrits en français. Pendant la Seconde Guerre mondiale, le Japon occupa brièvement le Viêt Nam, et établit le vietnamien comme la seule langue officielle et de l'éducation.
L'influence du français au Viêt Nam commença à décroître lentement après la Seconde Guerre mondiale ; les mouvements révolutionnaires prirent de l'ampleur et leurs travaux commencèrent à être davantage écrits en vietnamien. Les habitants, en général les pauvres et les ruraux, entrèrent dans une résistance au pouvoir français, et des mouvements de guérilla du Viet Minh attaquèrent les Français, ce qui fut le début de la guerre d'Indochine. Cependant le français continua à être présent dans l'éducation, les médias et le gouvernement dans les zones qui n'étaient pas contrôlées par le Viet Minh. Le Viet Minh battit les Français à la bataille de Diên Biên Phu en 1954, ce qui rendit le Viêt Nam indépendant, même si le pays se divisa rapidement en un nord communiste et proche de l'Union Soviétique et un sud proche de la France et du gouvernement américain. Des centaines de milliers de personnes, dont l'élite, francophone et éduquée par le système français, fuirent vers le sud par peur des persécutions du gouvernement communiste. Malgré le début de la guerre du Viêt Nam peu après, le français continua à être présent dans le sud du pays, où il était utilisé à l'école et dans l'administration. Le plus gros déclin dans l'utilisation du français au Viêt Nam suivit la chute de Saïgon en 1975 car le gouvernement communiste imposa le vietnamien comme étant la seule langue du pays, même dans le sud, qui fut en transition jusqu'en 1976.
Un grand nombre de francophones anti-communistes fuirent le Viêt Nam pour immigrer dans d'autres pays comme les États-Unis, la France, le Canada (en particulier Québec et l'Ontario) et l'Australie. Dans le même temps, la croissance de la langue anglaise, vue comme la langue internationale pour le commerce et la diplomatie, fit décroître le français au Viêt Nam. Même si l'anglais est désormais la langue étrangère la plus apprise, les dernières années ont vu le français revenir au sein de l'éducation vietnamienne. Selon un rapport du Ministère de l'Éducation et de la Formation, en 2022 le français a été la première langue étrangère dans 32 provinces du pays, plus de la moitié des provinces. Le pays est un membre de La Francophonie. De plus, le français a un statut de langue de la diplomatie au Viêt Nam.
De nos jours, même si la jeune génération étudie beaucoup l'anglais, le nombre de francophones au Viêt Nam se stabilise. Le français reste la langue de travail dans les domaines de la médecine, de l'ingénierie et de l'administration (en particulier la diplomatie). Il y a encore des programmes universitaires de médecine, de science, d'ingénierie et de droit qui utilisent le français comme la langue d'enseignement et beaucoup d'écoles dans les grandes villes comme Hanoï et Hô Chi Minh-Ville enseignent le français comme première langue étrangère.

## Médias
Aujourd'hui, la présence des médias francophones au Viêt Nam est très réduite. Avec la fermeture de Cambodge Soir en 2010, Le Courrier du Vietnam, édité par l'Agence vietnamienne d'information (dépendante du ministère vietnamien de la culture et de l'information) et subventionné par l'État, est devenu le dernier journal en langue française de l'Asie du Sud-Est. En raison de la baisse constante de son lectorat, le quotidien devient hebdomadaire en 2012 . Le Courrier du Vietnam, qui est également diffusé en ligne, produit également l'émission télévisée Espace francophone, émission diffusée sur la chaîne VNews de l'AVI tous les samedi à 17 h 30, les lundis à 11 h 30 et les jeudis à 15 h 45 (heures du Viêt Nam) .

## Caractéristiques du dialecte
Le français du Viêt Nam est basé sur le français standard, mais comprend également des mots d'origine vietnamienne, mais aussi chinoise ou anglaise, provenant de la présence des États-Unis dans le sud du pays pendant la guerre du Viêt Nam. De plus, le pronom vous a tendance à être utilisé non seulement envers les anciens, mais aussi entre amis adultes du même âge, alors que le français standard utilise tu.
Malgré ces différences mineures, le français enseigné dans les écoles et universités vietnamiennes est le français standard.

## Influence sur la langue vietnamienne

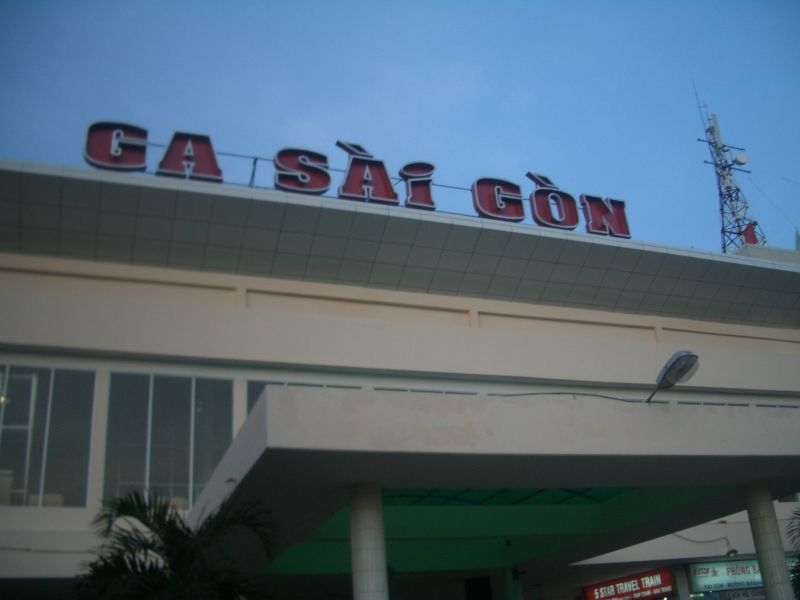
Le panneau de la gare de Saïgon comprend un mot emprunté au français.

La langue vietnamienne présente un grand nombre de mots empruntés au français, ainsi que des noms de lieux. La majorité des mots d'origine française sont ceux qui se rapportent à des objets, de la nourriture ou des technologies introduites au Viêt Nam pendant la période coloniale. De plus, l'alphabet vietnamien a fini par être écrit dans un alphabet basé sur l'alphabet latin, au lieu des caractères chinois traditionnels utilisés par l'ancienne cour royale. Ce nouveau système fut popularisé par le gouvernement colonial français, qui a imposé un système éducatif français au lieu du système vietnamien, influencé par le système chinois.
Voici quelques mots français notables qui ont été adoptés en langue vietnamienne :
| Vietnamien        | Français         |
| ----------------- | ---------------- |
| ăng-ten           | antenne          |
| ba toong          | bâton            |
| bê tông           | béton            |
| bi-da             | bille, billard   |
| (bút) bi          | (stylo à) bille  |
| búp bê, búp bế    | poupée           |
| cà phê            | café             |
| cao su            | caoutchouc       |
| cùi dìa           | cuillère         |
| ga                | gare             |
| (bánh) ga tô      | gâteau           |
| ma đam            | madame           |
| mề đay            | médaille         |
| (khăn) mùi xoa    | mouchoir         |
| ô tô buýt         | autobus          |
| (bánh) patê sô    | pâté chaud       |
| pin               | pile             |
| phanh             | frein            |
| phéc-mơ-tuya      | fermeture        |
| pho mát, phô mai  | fromage          |
| (áo) sơ mi        | chemise          |
| (quần) si/xi líp  | slip             |
| tăng xông         | tension          |
| xà lách           | salade           |
| xa lát            | salade           |
| xà phòng, xà bông | savon            |
| xăng, ét-xăng     | essence          |
| xu chiêng         | soutien-gorge    |
| su kem            | choux à la crème |
| sốt sô-cô-la      | sauce chocolat   |